# Ravensmoor
Ravensmoor – wieś w Anglii, w hrabstwie ceremonialnym Cheshire, w dystrykcie (unitary authority) Cheshire East. Leży 27 km na południowy wschód od miasta Chester i 239 km na północny zachód od Londynu.